# Eunicella papillifera
Eunicella papillifera är en korallart som beskrevs av Edwards och Jules Haime 1857. Eunicella papillifera ingår i släktet Eunicella och familjen Gorgoniidae. Inga underarter finns listade i Catalogue of Life.